# Carabus problematicus
Carabus problematicus là một loài bọ cánh cứng đặc hữu ở châu Âu và được tìm thấy ở Andorra, Áo, Bỉ, Đảo Anh, Cộng hòa Séc, đất liền Đan Mạch, Quần đảo Faroe, Phần Lan, đất liền Pháp, Đức, Hungary, Iceland, Ireland, đất liền Ý, Latvia (không rõ), Liechtenstein, Luxembourg, Na Uy, Ba Lan, România, miền bắc và tây bắc Nga, Slovakia, Slovenia, Tây Ban Nha, Thụy Điển, Thụy Sĩ và Hà Lan.

## Hình ảnh

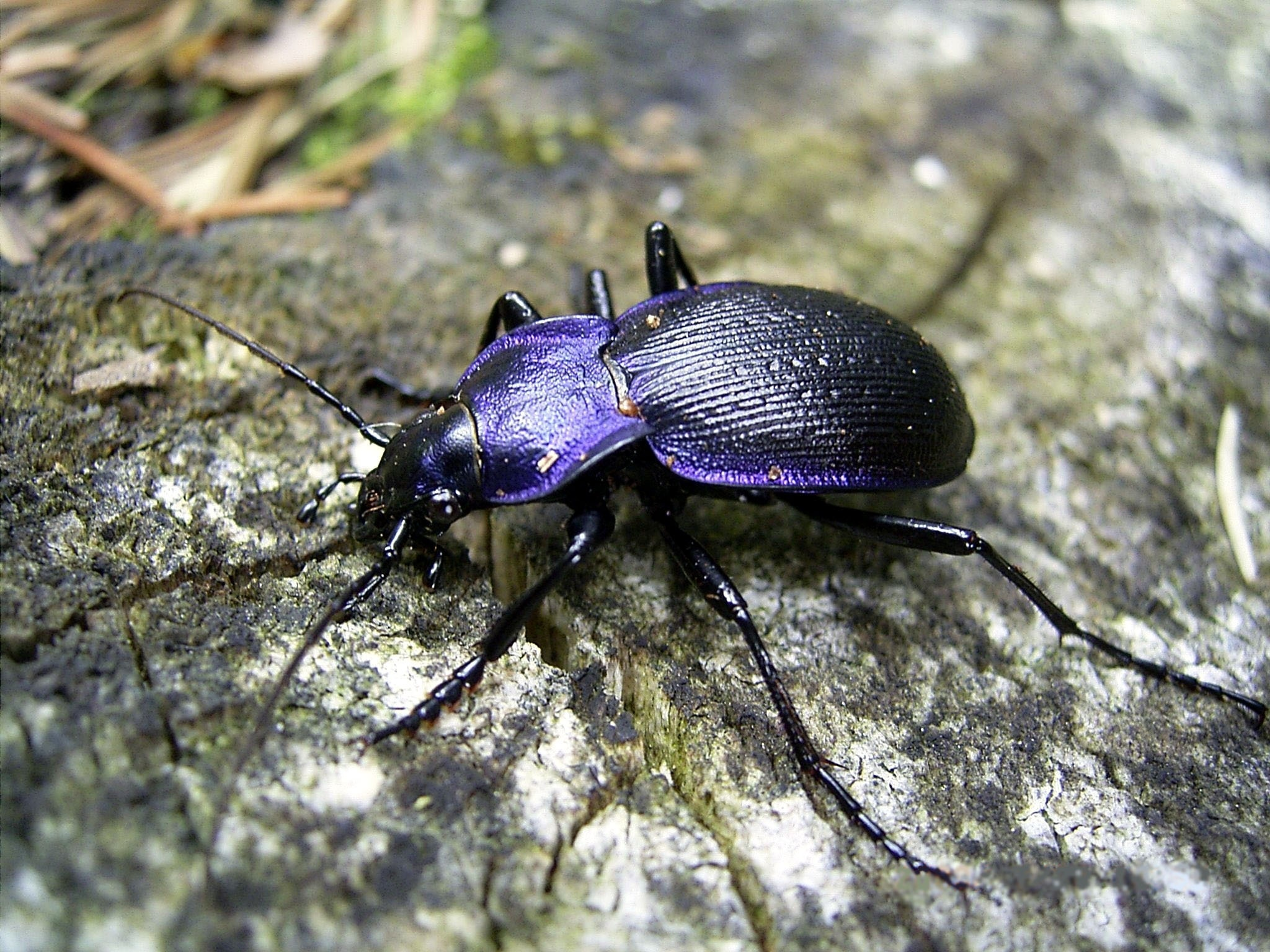
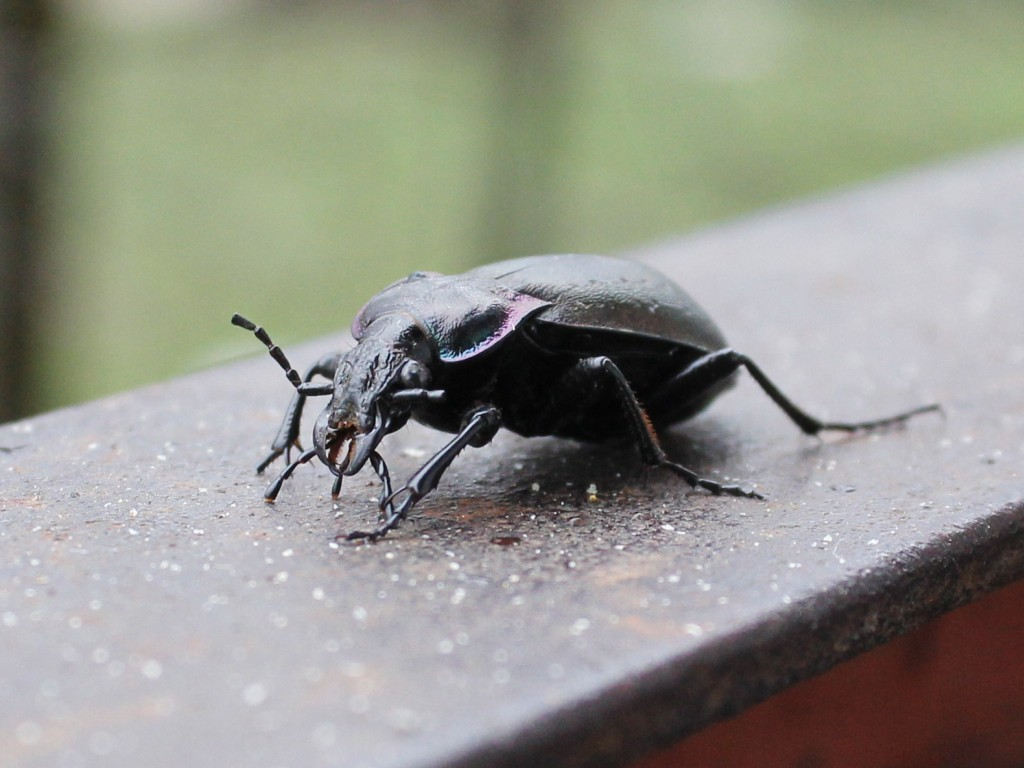
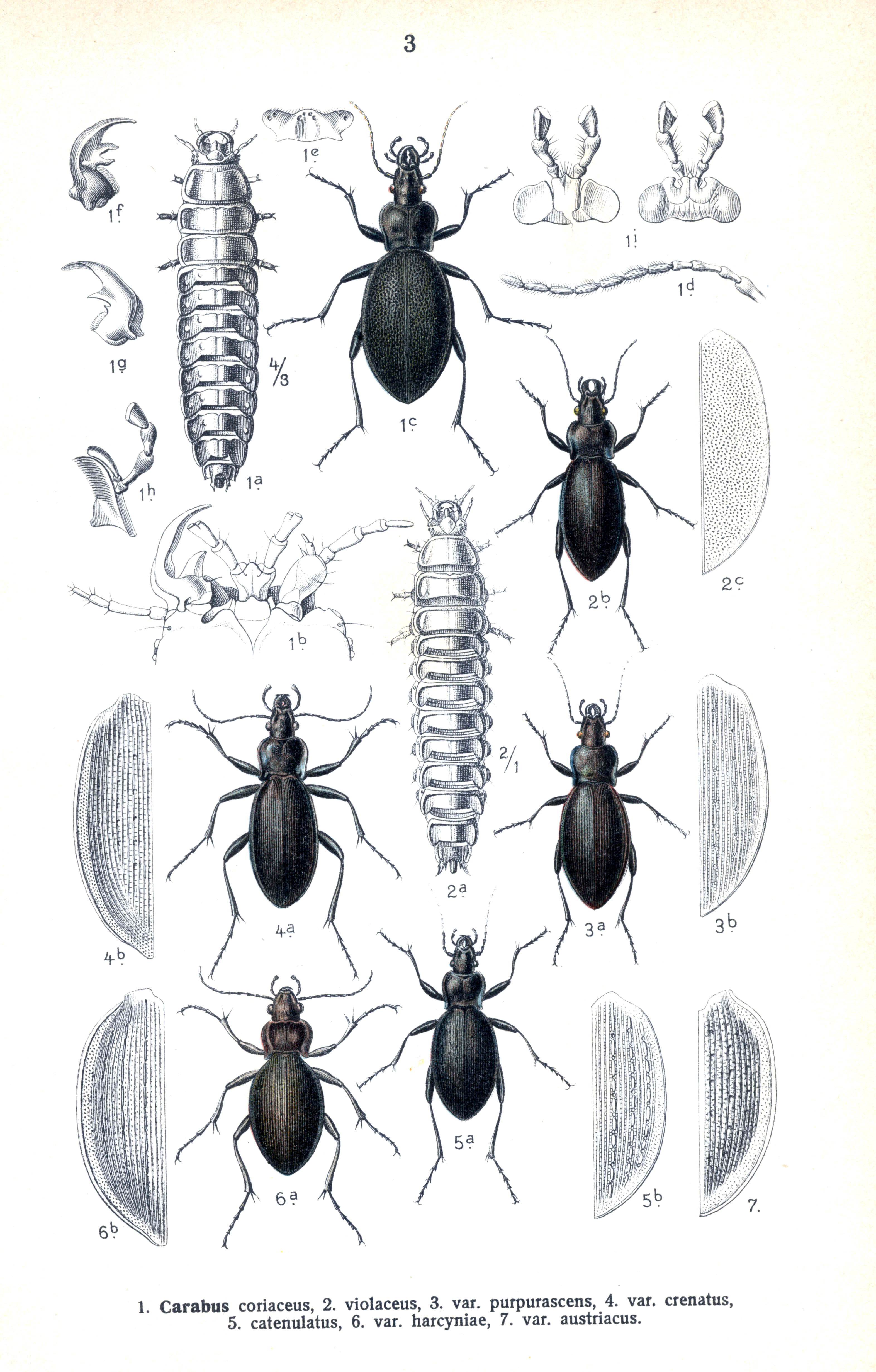